# The O'Reillys and the Paddyhats
The O’Reillys and the Paddyhats je nemška folk-punkovska glasbena skupina iz Gevelsberga.

## Diskografija
Albumi
- 2016: Seven Hearts One Soul (Metalville)
- 2017: Sign of the Fighter (Metalville)
- 2018: Green Blood (Metalville)
- 2020: Dogs on the Leash (Metalville)

Kompilacije/Singli
- 2015: Let the Kelts Unite Europe
- 2016: Raise your Pints Vol.1
- 2017: Raise your Pints Vol.2
- 2017: Mittelalter Party Vol.8
- 2018: Metalville – Ten Years of Rock